# ファンスポ
ファンスポ（ファンスポ）は、2018年4月7日から『Fan!Fun!スポーツ』としてTVQ九州放送で放送されている福岡県内を対象にしたスポーツ情報番組である。2023年4月1日から放送時間変更により、番組名を『ファンスポ』にリニューアルされた。

## 概要
この番組では、福岡県内のスポーツファンにこの1週間のスポーツ情報を伝えるもので、福岡ソフトバンクホークス、アビスパ福岡をはじめとするプロスポーツの情報とアマチュアスポーツの情報も伝える。また、生放送の特性を活かし、福岡県内の「スポーツの現場」の生中継を行う。
なお、TVQで放送されるスポーツ情報番組は、毎週土曜に放送されていた、『スポーツ天国 熱血!!タカハチ組』→『SPORTS STADIUM』→『VIVA!!SPORTAS』が2012年10月改編で終了して以来、5年半ぶりの復活となった。
2020年は新型コロナウイルスの感染拡大に伴う出演者・スタッフの安全確保を理由に4月11日から5月9日まで約1ヶ月近く放送休止を余儀なくされたが16日に再開した。再開直後は『あの瞬間をもう一度』としてTVQ・テレQで過去に放送されたホークス戦中継の振り返りを行っていた。
そして、2023年4月1日の放送をもって、放送時間を土曜日の18:30 - 18:55の放送枠に移動し、番組のタイトルも『Fan!Fun!スポーツ』から現在の名称へ変更された。
2024年9月28日をもって、『Fan!Fun!スポーツ』の時代から6年半の歴史に幕を下した。後番組は『はてなのてん』(バラエティ番組)。

## 放送時間
- 毎週土曜日11:30 - 12:00（2018年4月7日 - 2023年3月25日）：『Fan!Fun!スポーツ』として
- 毎週土曜日18:30 - 18:55（同年4月1日 - 2024年9月28日）：『ファンスポ』として

## 出演者

### 現在
-MC-
- コンバット満
- 角野友紀（フリーアナウンサー）

-コメンテーター-
- 柴原洋（テレQ野球解説者、隔週）
- 新垣渚（福岡ソフトバンクホークスジュニアアカデミーコーチ、2023年1月21日 - 、隔週）

-リポーター-
- 新谷あやか（2023年4月1日 - ）

-ホークスコーナーMC-
- 櫻井譲士（テレQアナウンサー）

### 過去
-リポーター-
- ノボせもん（なべ･まーちん）

-コメンテーター-
- 斉藤和巳（現：福岡ソフトバンクホークス1軍投手コーチ、- 2022年12月）

## 特番
- 2024年9月24日は前日に福岡ソフトバンクホークスの4年ぶりの優勝が決定した事もあり、18:25 - 19:20に優勝特番『祝！ホークス優勝 ファンスポ緊急生放送SP～4年ぶり歓喜の瞬間をもう一度～』を放送した。通常のメンバーに加えて、藤本博史（テレQ野球解説者）と松田宣浩が出演した。